# Charles Dekeukeleire
Charles Dekeukeleire (1905-1971) fou, juntament amb Henri Storck, un dels primers realitzadors de cinema experimental a Bèlgica. Des de molt jove es va inspirar en les teories d´Epstein, Dullac o Vertov per elaborar films en els que explorava noves formes cinematogràfiques. Va ser també crític de cinema, i va participar en diverses publicacions artístiques, com 7 Arts. Malgrat que Dekeukeleire deu el seu renom a la contribució que va fer a l'avantguarda cinematogràfica, a partir dels anys 30 es va allunyar del cinema experimental i es va centrar en el documental, gènere al qual pertany gran part de la seva producció.